# 東洋ライス
東洋ライス株式会社（とうようライス）は、和歌山県和歌山市にある精米機、ならびに米穀メーカーである。

## 概説
雜賀慶二が1960年（昭和35年）にそれまで精米済みのお米に石が混じるのが当たり前であった状況を改善する「石抜き機」開発をきっかけに、1961年（昭和36年）に「トーヨー撰穀機」を発表。反響の大きさから「株式会社東洋精米機製作所」として設立された。以後、日本の精米工場向けに近代的な精米機を続々と開発し、トップシェアを誇る企業に成長する。
1987年（昭和62年）には真空整形包装が可能な「全自動計量包装機（多機能パッカー）」「袋資材自動保管取り出し機（オートラック）」、1990年（平成2年）にはお米の味を見ることが出来る「味度メーター」なども開発。
1991年（平成3年）には米穀事業に進出し、環境にやさしい研がずに炊ける「BG無洗米（ビージーむせんまい）」を日本で初めて開発。これが後に、1998年（平成10年）、日本経済新聞社の優秀製品・サービス賞、滋賀県エコライフびわ湖賞最優秀、2001年（平成13年）には農林水産研究開発功績者表彰（民間部門）で農林水産大臣賞、また雜賀慶二代表取締役社長が安藤百福記念優秀賞を受賞するなど、数々の表彰を受けた。2000年（平成12年）10月22日には、全国無洗米協会を当社が中心となって設立し、無洗米の統一ルールを作るようになる。
2004年（平成16年）に、金芽米を製造・販売する子会社としてトーヨーライス株式会社が発足した。
2011年（平成23年）11月21日の会社設立50周年記念イベントで、サイカ式精米法を発表した。
2013年（平成25年）3月1日付をもって、トーヨーライス株式会社を吸収合併し、社名を「東洋ライス株式会社」に変更。精米機、米穀商品を一手に引き受けるコメの総合メーカーとなった。
2015年（平成27年）「BG無洗米による米のとぎ汁公害及びCO2排出の削減活動」が評価され「第24回地球環境大賞　環境大臣賞」受賞。
2015年（平成27年）3月23日、白米感覚で食べる玄米「金芽ロウカット玄米」を発表。
2016年（平成28年）1月21日、熟成技術などの粋を集め、究極のコメを追求する「世界最高米」事業を開始。

## 関連会社
- 株式会社九州トーヨー
- 株式会社鹿児島パールトーヨー
- 株式会社やすぎトーヨー
- 株式会社中国トーヨー
- 株式会社アサヒ・トーヨー
- 株式会社甲信トーヨー
- 株式会社京浜トーヨー
- 株式会社カトキチトーヨー

## テレビ番組
- 日経スペシャル カンブリア宮殿 コメのおいしさ＆健康革命！日本の農家を救う発明王 (2017年6月8日、テレビ東京) [7]

## 書籍

### 関連書籍
- 『無洗米の衝撃 米が風土を変える』 (著者:相子清造)  (2005年12月2日、旭屋出版) ISBN 9784751105511
- 『「コメ」ってこんなに誤解されているんだ！ 目からウロコ』 (2022年9月26日、農文協プロダクション) ISBN 9784909275158